# Divisione No. 2 (Manitoba)
La Divisione No. 2, o Steinbach Area (parte della Eastman Region) è una divisione censuaria del Manitoba, Canada di 55.886 abitanti.

## Comunità
- Niverville
- Ste. Anne
- St-Pierre-Jolys
- Steinbach